# Städtische Brauerei Carl Lucius

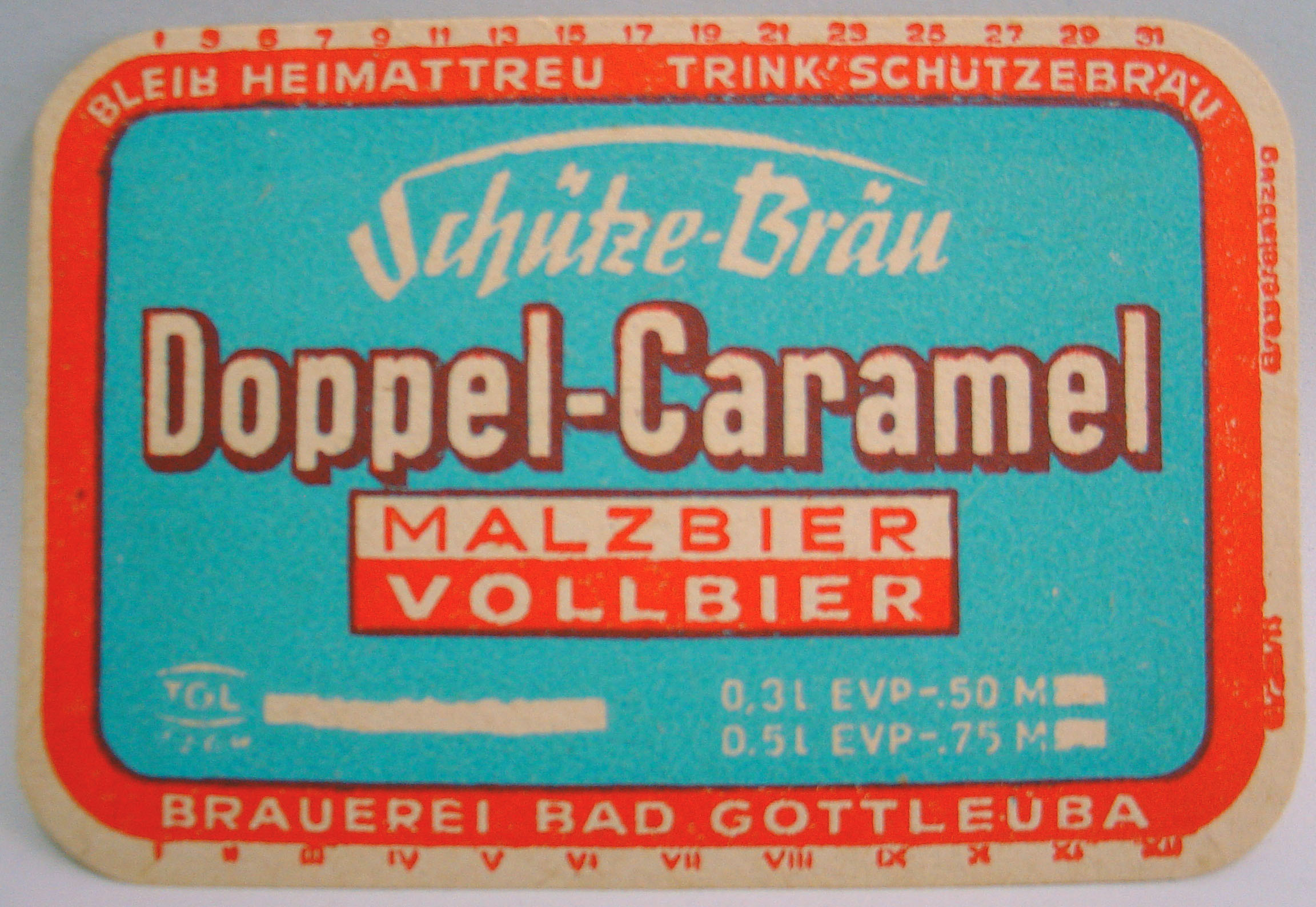
Doppel-Caramel-Etikett der Schütze-Bräu

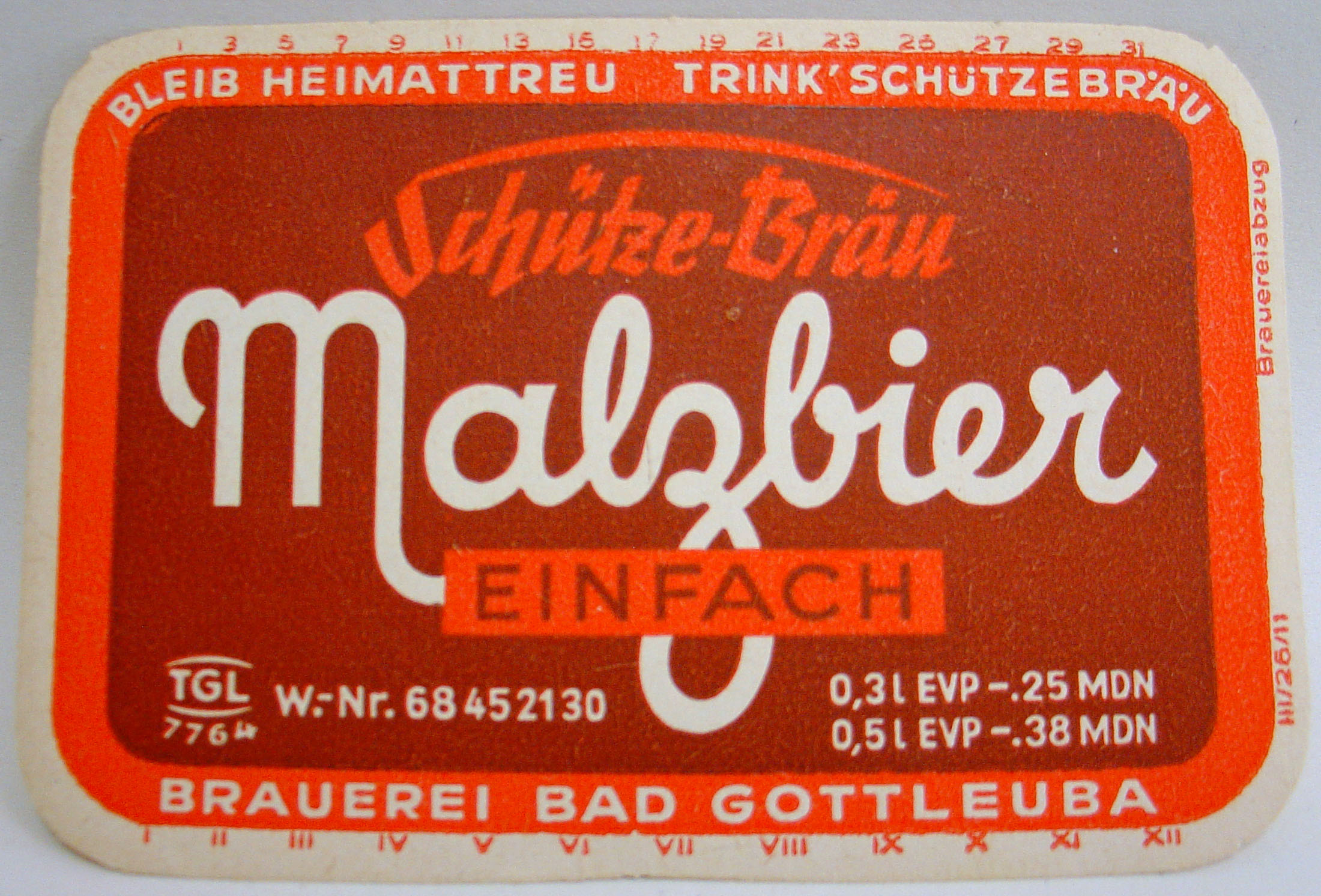
Malzbier-Etikett der Schütze-Bräu

Die Städtische Brauerei Carl Lucius war eine Bierbrauerei im Osterzgebirge. Sie befand sich in Bad Gottleuba.

## Geschichte
1862 gründete Carl Lucius Fuchs die Städtische Brauerei Carl Lucius, neben der Mühlgrabenbrücke, hinter dem Gasthof Hillig (50° 50′ 55,1″ N, 13° 56′ 28,1″ O). 1870 übernahm diese Brauerei Eduard Holzhausen und 1878 dann Fritz Vielhäuser. Anfangs wurde das Bier hauptsächlich in der näheren Umgebung ausgeschenkt, da die großen und größeren Brauereien aus der Dresdner Umgebung den Markt beherrschten, vor allem die Aktienbrauereien, da sie die niedrigsten Produktionskosten hatten.
1886 übernahm die Brauerei Friedrich Adolf Hänsel, 1896 dann Richard J. Legler und 1902 wechselte sie wiederum den Besitzer.
Ab 1908 führte sie Traugott Leberecht Schütze als Schütze-Bräu, Brauerei Bad Gottleuba weiter. Schütze führte umfangreiche Umbauten und Modernisierungen der Brauerei durch. Beim Hochwasser 1927 wurde sie vollständig zerstört. Im gleichen Jahr wurde die Betriebsstätte an den Scheunen hochwassergeschützt neu errichtet  (50° 51′ 8,3″ N, 13° 56′ 40,2″ O). Die Produktion wurde bereits Ende 1927 wieder aufgenommen. 1935 übernahm Rudolf Schütze dann die Brauerei. Im Jahr 1939 umfasste die Produktion unter- und obergärige Biere, Einfachbier, Weizenmalzbier, Malz für den eigenen Bedarf und Eis. Als eingetragene Firmeninhaber fungierten Alfred Gölfert, Willy, Rudolf und Frieda Schütze. Sie bewirtschafteten das Sudhaus und die Mälzerei. Der Fuhrpark umfasste zwei Lastkraftwagen.
Rudolf Schütze führte die Brauerei bis 1972 weiter, dann wurde sie in der Zweiten großen Enteignungswelle der DDR verstaatlicht. Sie fungierte fortan als Außenstelle Bad Gottleuba Betriebsteil des VEB Dresdner Brauereien. Der Braubetrieb wurde 1972 eingestellt. Die Außenstelle übernahm fortan die Abfüllung und den Vertrieb von Bieren des VEB Dresdner Brauereien. 1978 erfolgte dann die endgültige Stilllegung der Abfüllanlage. Die Brauerei diente bis 1981 nur noch als Auslieferungslager Bad Gottleuba im VEB Getränkeversorgung Pirna, danach erfolgte die endgültige Schließung.
Neben der eigentlichen Eigenproduktion übernahm die Brauerei auch den Vertrieb von Bieren und Limonaden anderer Anbieter. Die Brauerei Schütze war eine der größten Vertriebsniederlagen für die Radeberger Aktienbrauerei.

## Biersorten
| - Gottleubaer Pils - Vollbier Hell - Einfach-Bier - Pilsner Art |  | - Einfachbier-Dunkel - Weizen-Malzbier - Malzbier - Doppel-Caramel |